# Пагода рая
Пагода Рая с молитвенным барабаном (Кюрде) — буддийская святыня, приносящая по мнению буддистов благо и счастье всем живым существам. Представляет собой шестигранную ротонду красного цвета с красным молитвенным барабаном Мани, закреплённым на вертикальной оси. Барабан можно вращать рукой. На барабане золотыми буквами написана мантра, также внутри барабана находятся плотно свернутые свитки с 10 миллионами мантр. Считается, что одно вращение молитвенного барабана, с чистыми помыслами, равносильно прочтению вслух помещенных в него мантр, что приносит умиротворение и покой в сердца людей, дарит гармонию окружающему миру, усмиряя местных злых духов и демонов. На бытовом уровне буддисты верят, что вращение молитвенного барабана защищает от заразных болезней и эпидемий. Вращают барабан по часовой стрелке, читая вслух шестислоговую мантру «Ом ма-ни пад-ме хум». В молитвенном барабане воплощены деяния Будд и Бодхисаттв десяти направлений.

## Местоположение пагоды
Пагода рая является одним из строений Духовно-просветительского комплекса российских традиционных религий в районе Отрадное, Нововладыкинский проезд владение 15, города Москвы. Расположена рядом со временной ступой, на территории строящегося буддийского храмового комплекса «Тупден Шедублинг».

## Возведение пагоды и её открытие
Возведение пагоды буддистами Москвы, Калмыкии и других регионов России осуществлялось в рамках федеральной партийной программы партии «Единая Россия» «Культурные центры», с благословения Почётного представителя Далай-ламы XIV в России, Монголии и странах СНГ Шаджин-ламы Калмыкии Тэло Тулку Ринпоче, при поддержке администрации и монашеской Сангхи Центрального хурула Республики Калмыкия «Золотой обители Будды Шакьямуни» и Станислава Башанкаева, руководителя-автора проекта «Культурные Центры». Он и дал ей название «Пагода Рая».
19 февраля 2015 года, в день национального буддистского праздника Цаган Сар состоялась церемония открытия Пагоды рая, в которой приняли участие послы Монголии, Вьетнама, Мьянмы, Шри-Ланки и российских республик, в которых традиционно исповедуют буддизм — Тувы, Калмыкии и Бурятии. Обряд освящения барабана провели монахи Центрального хурула Республики Калмыкия.